# Jelena Michailowna Godina
Jelena Michailowna Godina (russisch Елена Михайловна Година, englische Transkription: Yelena Mikhailovna Godina; * 17. September 1977 in Swerdlowsk) ist eine russische Volleyballspielerin. Sie gewann 2000 in Sydney die olympische Silbermedaille, wurde 2006 Weltmeisterin sowie dreimal Europameisterin.

## Karriere
Godina begann ihre Karriere 1991 bei VK Uralotschka-NTMK und gewann sechsmal in Folge die nationale Meisterschaft. Mit ihrem Verein gewann sie 1994 das Finale der Champions League gegen HAOK Mladost Zagreb. In der folgenden Saison verteidigte den Uralotschka den Titel im Endspiel gegen Pallavolo Femminile Matera. 1995 debütierte Godina in der Nationalmannschaft und wurde bei der Europameisterschaft mit Russland Dritter. 1996 kamen die Russinnen beim Grand Prix auf den dritten Platz und verpassten bei den Olympischen Spielen in Atlanta durch ein 2:3 gegen Brasilien knapp eine Medaille. 1997 gewannen sie hingegen den Grand Prix und setzten sich im Finale der Europameisterschaft gegen Kroatien durch.
1997/98 spielte Godina in Kroatien bei OK Dubrovnik und gewann hier den nationalen Pokalwettbewerb, die nationale Meisterschaft und die europäische Champions League. Mit der Nationalmannschaft gab es einen zweiten Platz beim Grand Prix 1998 und einen dritten Rang bei der Weltmeisterschaft in Japan. Anschließend wechselte die Außenangreiferin in die japanische Liga zu den NEC Red Rockets. Godina gewann 1999 mit Russland den Grand Prix und verteidigte bei der EM in Italien – wieder im Finale gegen Kroatien – den Titel. Außerdem wurde Russland Zweiter beim World Cup. Von 1999 bis 2001 spielte Godina wieder bei ihrem Heimatverein Uralotschka und gewann zweimal die nationale Meisterschaft. Nach einem erneuten zweiten Rang im Grand Prix kam sie mit der Nationalmannschaft ins Finale des olympischen Turniers 2000 und erhielt nach dem 2:3 gegen Kuba die Silbermedaille. 2001 belegte Russland den dritten Platz im Grand Prix und verteidigte bei der EM in Bulgarien durch einen Finalsieg gegen Italien erneut den Titel. Danach spielte Godina eine Saison in der Türkei bei Eczacıbaşı Istanbul und gewann hier das nationale Double aus Meisterschaft und Pokal. Mit der Nationalmannschaft gewann sie 2002 zum dritten Mal den Grand Prix und kam bei der WM in Deutschland auf den dritten Platz.
Nach einer einjährigen Spielpause war Godina zwei Jahre beim CV Teneriffa aktiv und wurde je zweimal spanische Meisterin und Pokalsiegerin. Außerdem gewann sie 2004 die Champions League. Nach einem Jahr in Italien beim Chieri Volley Club kehrte sie 2006 zurück nach Russland zu VK Dynamo Moskau. Mit dem Verein wurde sie 2007 und 2009 russische Meisterin, erreichte 2007 und 2009 das Finale der Champions League und gewann 2009 den russischen Pokal. Mit der Nationalmannschaft wurde sie 2006 Weltmeisterin in Japan. Im olympischen Turnier 2008 verpasste sie bei ihrer dritten Teilnahme erstmals das Halbfinale; nach dem Aus im Viertelfinale gegen China wurde Russland Fünfter.